# شعب الاوهار (حزم العدين)

تعديل مصدري - تعديل

شعب الاوهار محلة تابعة لقرية الاوهار، التابعة لعزلة الشعاور بمديرية حزم العدين إحدى مديريات محافظة إب في الجمهورية اليمنية، بلغ تعداد سكانها 31 حسب تعداد اليمن لعام 2004.